# Kürnenburg
Der Name Kürnenburg ist sowohl ein Burg- als auch ein zeitweiser Ortsname für das heutige Kennenburg, einem Stadtteil von Esslingen am Neckar im Landkreis Esslingen in Baden-Württemberg.
1384 ist ein Mitglied des Esslinger Patriziergeschlechts Kürn als Burgbesitzer genannt („des Kürnen Burg“). Die Kürnenburg, auch Kennenburg oder Burg im Hainbach genannt, ist eine abgegangene hochmittelalterliche Niederungsburg im Talgrund des Hainbachs am östlichen Ufer, nördlich der Brücke bei Kennenburg und wird 1303 als „Gesäß zu Hainbach“ erstmals urkundlich erwähnt.
Der Ort verdankt seine Entstehung der einzigen, wohl im Hochmittelalter gegründeten Burg im esslingischen Hainbachtal. Die heute verschwundene Burg war teilweise mit Wasser umgeben, was auf eine Wasserburg schließen lässt.
Eine Beziehung der Burg zu den Markgrafen von Burgau wird angenommen, da die Bewohner 1280 wahrscheinlich deren Lehensleute waren. Die weiteren Eigentümer blieben bis 1360 unbekannt bis Simon von Kirchheim, Schultheiß in Esslingen, die Burg mit allem Zubehör an Esslinger Bürger verkaufte. Als 1452 die Burg an Hermann Hipp verkauft war, wurde die früher als Bergfried im Hainbach bezeichnete und inzwischen verfallene Anlage als burgstal bezeichnet und wurde im 16. Jahrhundert endgültig abgebrochen.
1839 sollte auf Beschluss des Esslinger Gemeinderats der Name Kürnenburg als amtliche Ortsbezeichnung gelten, die Einführung scheiterte aber in der Praxis, es blieb beim Ortsnamen Kennenburg.